# Pleurophyllidiella paucidentata
Pleurophyllidiella paucidentata is een slakkensoort uit de familie van de Arminidae. De wetenschappelijke naam van de soort is voor het eerst geldig gepubliceerd in 1932 door O'Donoghue.